# Aviatik B.I
Aviatik B.I byl německý dvoumístný průzkumný dvouplošník, vyvinutý v roce 1914 společností Automobil und Aviatik AG, která do té doby vyráběla kopie francouzských letounů. Letoun B.I byl postaven na základě návrhu závodního letounu z roku 1913 a do výzbroje byl zařazen v roce 1914. Posádka seděla v tandemovém kokpitu, přičemž na předním sedadle se nacházel pozorovatel. Nástupcem tohoto typu se stal Aviatik B.II, který měl výkonnější motor Mercedes D.II a později i výzbroj v podobě jednoho kulometu.
Letouny B.I byly ve velkém počtu licenčně vyráběny v Itálii v továrně Società Aeronautica Meccanica Lombardia (SAML), která postavila 410 strojů typu Aviatik. Společnost poté zahájila výrobu dvou upravených verzí, jejichž autorem byl Robert Wild. První verzí byl letoun SAML S.1, poháněný motorem Fiat A.12 a vyzbrojený kulometem Revelli, obsluhovaným pozorovatelem. Druhá verze SAML S.2 byla zamýšlena jako průzkumný a bombardovací letoun s menším rozpětím křídel, pevným dopředu střílejícím kulometem Revelli, pohyblivou zbraní stejného typu v zadním kokpitu a nákladem bomb o hmotnosti 40 kg. S letouny typu S.1 a S.2 od roku 1917 působilo 16 italských průzkumných letek (Squadriglie da Recognizione) na frontách v Itálii, Albánii a Makedonii.
Dva stroje SAML S.1 byly nasazeny na straně vládních jednotek během revoluce v Paraguayi v roce 1922. Oba přeživší letouny se následně staly součástí nově založené vojenské letecké školy. Jeden z nich byl zničen při nehodě v roce 1928, ale druhý sloužil jako cvičný letoun ještě během války o Gran Chaco.

## Uživatelé

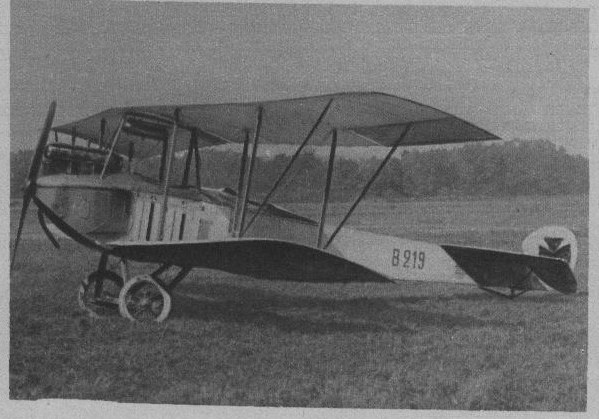
Aviatik B.I

Německá říše
- Luftstreitkräfte

 Italské království
- Corpo Aeronautico Militare

 Paraguay
- Paraguayské letectvo

 Rakousko-Uhersko
- k.u.k. Luftfahrtruppen

 Turecko
- Turecké letectvo

## Specifikace (B.I)

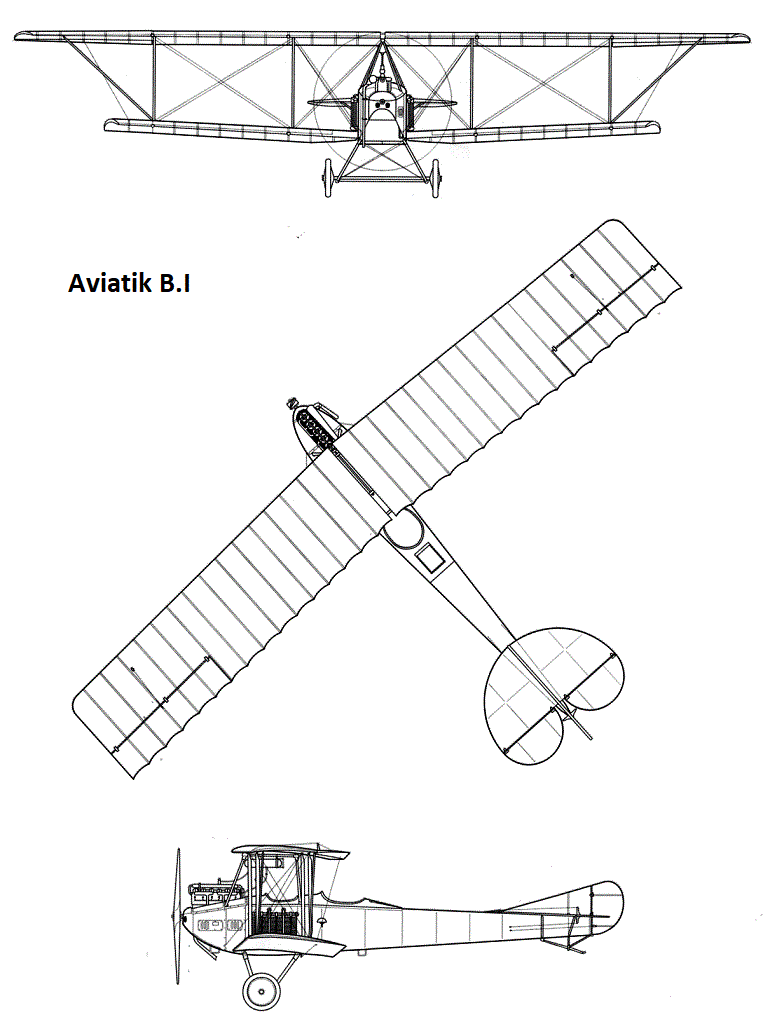
Třípohledový nákres

### Technické údaje
- Posádka: 2
- Rozpětí: 13,97 m
- Délka: 7,97 m
- Výška: 3,3 m
- Hmotnost: 1088 kg
- Max. vzletová hmotnost: 1 190 kg
- Pohonná jednotka: 1 × řadový šestiválec Mercedes D.I
- Výkon pohonné jednotky: 100 k (74,5 kW)

### Výkony
- Maximální rychlost: 100 km/h (62 mph)
- Výdrž: 4 hodiny
- Dostup: 5 000 m (16 404 stop)[3]